# Dudari, Mîronivka
Dudari (în ucraineană Дударі) este un sat în comuna Hrușiv din raionul Mîronivka, regiunea Kiev, Ucraina.

## Demografie
Componența lingvistică a localității Dudari
     Ucraineană (100%)
Conform recensământului din 2001, toată populația localității Dudari era vorbitoare de ucraineană (100%).